# Gaëtan Charbonnier
Gaëtan Charbonnier (* 27. Dezember 1988 in Saint-Mandé) ist ein französischer Fußballspieler, der aktuell beim französischen Zweitligisten SC Bastia unter Vertrag steht.

## Karriere
Charbonnier begann seine fußballerische Karriere beim SO Châtellerault, wo er bis 2008 spielte und elf Tore in 27 Spielen machte.
Anschließend wechselte er in die zweite Mannschaft von Paris Saint-Germain. 2008/09 stand er bereits viermal im Kader der Ligue 1 und außerdem einmal in dem des UEFA Super Cups. Für die Reserve stand er insgesamt 29 Mal auf dem Platz und schoss dabei 13 Tore.
Nach der Saison wechselte er ablösefrei zum SCO Angers in die Ligue 2. Sein Ligadebüt gab er am 7. August 2009 (1. Spieltag) gegen den FCO Dijon, als er in der 70. Minute für Youssef Adnane eingewechselt wurde. Sein erstes Tor schoss er am 4. Dezember 2009 (17. Spieltag) beim 2:2 gegen Stade Laval, als er in dem Spiel nur drei Minuten spielte. In der gesamten Saison kam er in seinen 26 Spielen meistens nur zu Kurzeinsätzen und schoss drei Tore. Die darauf folgende Saison beendete er mit acht Treffern, darunter ein Doppelpack, in 34 Spielen und im Halbfinale der Coupe de France. Auch in der Folgesaison schoss er einen Doppelpack und insgesamt 14 Tore in 33 Spielen wettbewerbsübergreifend. Im September 2011 wurde er Spieler des Monats der Ligue 2.

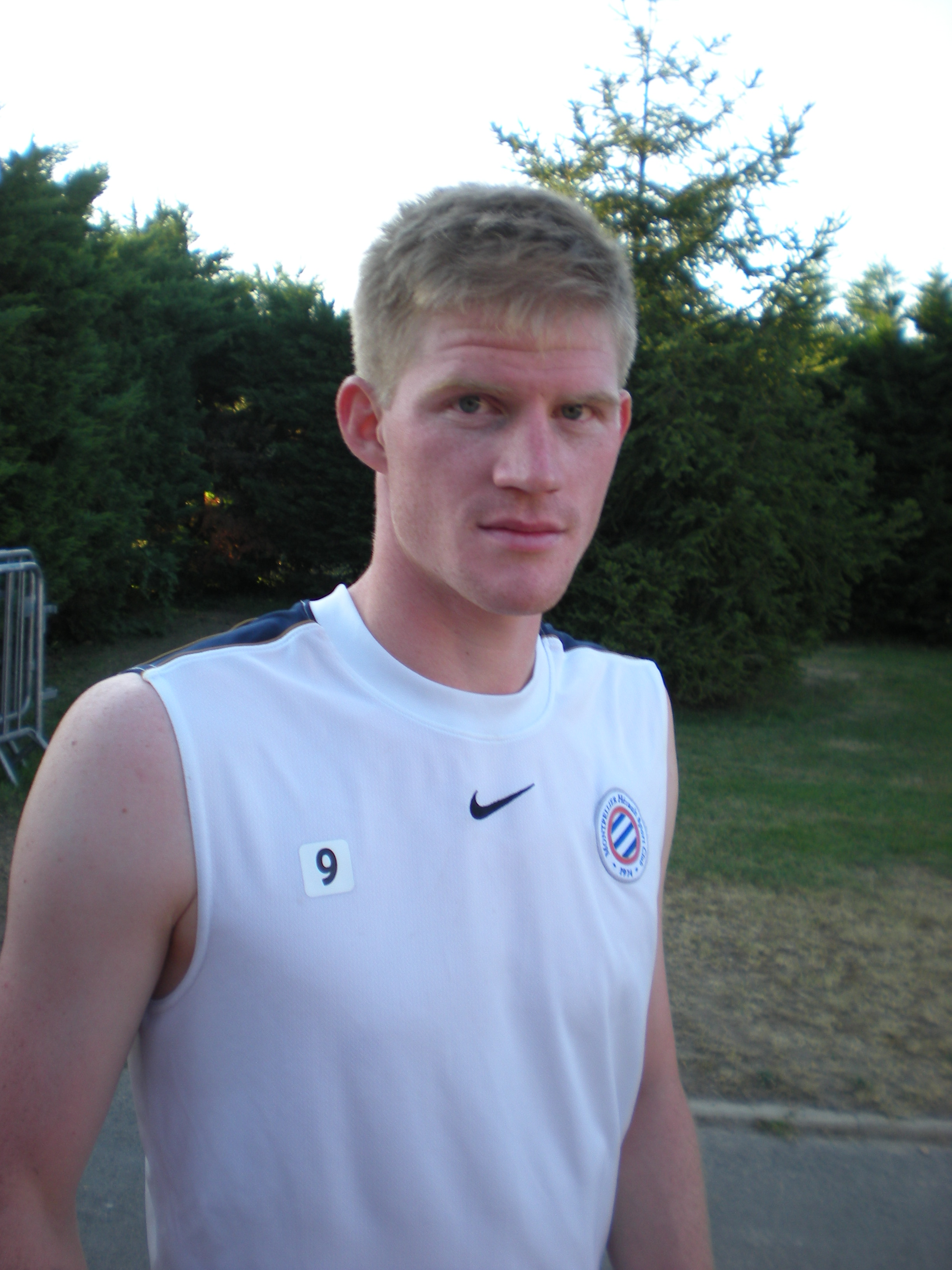
Charbonnier im Training mit dem HSC Montpellier 2012

Im Sommer 2012 wechselte er für anderthalb Millionen Euro in die Ligue 1 zum amtierenden Pokalsieger HSC Montpellier. Sein Ligue-1-Debüt gab er am 26. August 2012 (3. Spieltag), als er gegen Olympique Marseille zehn Minuten vor Schluss für Emanuel Herrera ins Spiel kam. Außerdem gab er 24. Oktober 2012 (3. Spieltag) sein Debüt auf internationaler Ebene in der Startelf gegen Olympiakos Piräus, gegen den er bei der 1:2-Niederlage das einzige Tor für den HSC schoss. Einen Monat darauf (13. Spieltag) schoss er in der Ligue 1 sein erstes Tor bei einem 1:1 gegen den Tabellen-Fünften FC Valenciennes. In der gesamten Saison schoss er wettbewerbsübergreifend sechs Tore, darunter einen Doppelpack, in 34 Spielen und kam außerdem mit seiner Mannschaft ins Halbfinale der Coupe de la Ligue.
Nach der Saison wechselte er zum Ligakonkurrenten Stade Reims, die eine Million Euro für ihn zahlten. Sein erstes Spiel beim neuen Verein absolvierte er am 10. August 2013 (1. Spieltag) gegen Stade Rennes nach Einwechslung. Sein erstes Tor schoss er bei einem 1:0-Sieg über den OGC Nizza am 7. Dezember 2013 (17. Spieltag). Ein Höhepunkt der Saison war das Spiel drei Wochen darauf (19. Spieltag), als er gegen den AC Ajaccio zwei Tore schoss und eines vorbereitete und somit großen Anteil an dem 4:1-Sieg am Ende hatte. In der gesamten Saison spielte er 30 Ligaspiele und schoss dabei fünf Tore und gab vier Vorlagen. Zur Folgesaison steigerte er sich und schoss sechs Tore und gab sechs Assists in 33 Ligaspielen. In der darauf folgenden Saison spielte er jedoch lediglich 22 Mal, schoss dabei vier Tore und stieg am Ende mit seiner Mannschaft in die Ligue 2 ab. Charbonnier blieb Reims jedoch zunächst treu und spielte sein erstes Ligue-2-Spiel mit ihnen am 1. August 2016 (1. Spieltag) gegen den Amiens SC. Am 9. September 2016 (6. Spieltag) schoss er sein erstes Tor in der neuen Liga gegen den GFC Ajaccio. Gegen Saisonende fiel er jedoch lange aus und kam somit nur auf 19 Saisoneinsätze und vier Tore.
Nach der Saison verließ er Reims und wechselte ablösefrei zum Ligakonkurrenten Stade Brest. Nach dem saisonübergreifenden Ausfall debütierte er erst am 27. Oktober 2017 (13. Spieltag) gegen die US Orléans nach Einwechslung. Einen Monat später (17. Spieltag) schoss er gegen Clermont Foot seine ersten beiden Tore in dem Verein und bescherte ihm somit den 2:1-Sieg. In der gesamten Saison schoss er neun Tore, davon allein sechs in den letzten sechs Spielen, in insgesamt 25 Ligapartien. Am Ende der Saison stand man auf Platz fünf der Tabelle und durfte somit um den Aufstieg spielen, scheiterte aber in der ersten Runde gegen den AC Le Havre. Mit 27 Treffern in 37 Spielen führte er Stade Brest auf den zweiten Tabellenplatz und somit in die Ligue 1. Mit diesen Leistungen wurde er Spieler des Monats im September und November 2018. Am Ende der Saison war er Torschützenkönig und wurde zum besten Spieler der Saison gekürt.
Nach dem Aufstieg debütierte er am 10. August 2019 (1. Spieltag) gegen den FC Toulouse in der Startelf. Sein erstes Tor für seinen Verein in der neuen Liga schoss er zwei Wochen darauf (3. Spieltag) gegen seinen ehemaligen Verein Stade Reims. Wettbewerbsübergreifend schoss er in der Saison sechs Tore und gab fünf Vorlagen in 29 Partien. In der Folgesaison verlor er so langsam seinen Stammplatz und wurde ab dem 9. Spieltag fast immer nur eingewechselt.
Nach vier Jahren bei Brest wechselte er zurück in die Ligue 2 zu AJ Auxerre, wo er einen Zwei-Jahres-Vertrag erhielt. Am 7. August 2021 (3. Spieltag) debütierte er bei einem 0:0-Unentschieden gegen den AC Ajaccio, als er ungefähr eine halbe Stunde vor Schluss ins Spiel kam. Am sechsten Spieltag schoss er bei einem 4:1-Sieg über die AS Nancy seine ersten beiden Tore für den Verein und gab zudem eine Vorlage. Am Ende der Spielzeit setzte sich der Verein dann knapp in der Relegation um den Aufstieg in die Ligue 1 gegen die AS Saint-Étienne durch.
Am 18. Dezember 2022 gab dann der Zweitligist AS Saint-Étienne die Verpflichtung des Stürmers mit Vertrag bis zum Saisonende bekannt.
Im Januar 2024 wechselte er ligaintern zum SC Bastia.

## Erfolge
Stade Brest
- Zweiter der Ligue 2 und Aufstieg in die Ligue 1: 2019

AJ Auxerre
- Dritter der Ligue 2 und Aufstieg in die Ligue 1: 2022

Persönlich
- Spieler des Monats in der Ligue 2: September 2011, September 2018 und November 2018
- Spieler der Saison: 2018/19
- Torschützenkönig der Ligue 2: 2018/19 (27 Tore)

## Karriereübersicht
| Verein           | Saison          | Liga   | Liga | Nat. Pokal | Nat. Pokal | Europapokal | Europapokal | Andere | Andere | Gesamt | Gesamt |
| Verein           | Saison          | Spiele | Tore | Spiele     | Tore       | Spiele      | Tore        | Spiele | Tore   | Spiele | Tore   |
| ---------------- | --------------- | ------ | ---- | ---------- | ---------- | ----------- | ----------- | ------ | ------ | ------ | ------ |
| SCO Angers       | 2009/10         | 26     | 3    | 3          | 0          | —           | —           | —      | —      | 29     | 3      |
| SCO Angers       | 2010/11         | 34     | 8    | 6          | 1          | —           | —           | —      | —      | 40     | 9      |
| SCO Angers       | 2011/12         | 30     | 12   | 3          | 2          | —           | —           | —      | —      | 33     | 14     |
| Gesamt           | Gesamt          | 90     | 23   | 12         | 3          | —           | —           | —      | —      | 102    | 26     |
| HSC Montpellier  | 2012/13         | 26     | 4    | 4          | 1          | 3           | 1           | 1      | 0      | 34     | 6      |
| Gesamt           | Gesamt          | 26     | 4    | 4          | 1          | 3           | 1           | 1      | 0      | 34     | 6      |
| Stade Reims      | 2013/14         | 30     | 5    | 3          | 0          | —           | —           | —      | —      | 33     | 5      |
| Stade Reims      | 2014/15         | 33     | 6    | 2          | 1          | —           | —           | —      | —      | 35     | 7      |
| Stade Reims      | 2015/16         | 22     | 4    | 1          | 1          | —           | —           | —      | —      | 23     | 5      |
| Stade Reims      | 2016/17         | 18     | 3    | 1          | 1          | —           | —           | —      | —      | 19     | 4      |
| Gesamt           | Gesamt          | 103    | 18   | 7          | 3          | —           | —           | —      | —      | 110    | 21     |
| Stade Brest      | 2017/18         | 25     | 9    | 2          | 2          | —           | —           | 1      | 0      | 28     | 11     |
| Stade Brest      | 2018/19         | 37     | 27   | 5          | 3          | —           | —           | —      | —      | 42     | 30     |
| Stade Brest      | 2019/20         | 26     | 4    | 3          | 2          | —           | —           | —      | —      | 29     | 6      |
| Stade Brest      | 2020/21         | 28     | 4    | 2          | 0          | —           | —           | —      | —      | 30     | 4      |
| Gesamt           | Gesamt          | 117    | 44   | 12         | 7          | —           | —           | 1      | 0      | 129    | 51     |
| AJ Auxerre       | 2021/22         | 31     | 17   | 2          | 0          | —           | —           | 3      | 0      | 36     | 17     |
| AJ Auxerre       | 2022/23         | 6      | 1    | —          | —          | —           | —           | —      | —      | 6      | 1      |
| Gesamt           | Gesamt          | 37     | 18   | 2          | 0          | —           | —           | 3      | 0      | 42     | 18     |
| AS Saint-Étienne | 2022/23         | 7      | 3    | —          | —          | —           | —           | —      | —      | 7      | 3      |
| AS Saint-Étienne | 2023/24         | 18     | 1    | 2          | 2          | —           | —           | —      | —      | 20     | 3      |
| Gesamt           | Gesamt          | 25     | 4    | 2          | 2          | —           | —           | —      | —      | 27     | 6      |
| Karriere Gesamt  | Karriere Gesamt | 397    | 111  | 39         | 16         | 3           | 1           | 5      | 0      | 444    | 128    |